# Changting
Changting (en chino: 长汀; Chángtīng; en hakka de Meixian: Tshòng-tin) es un condado bajo la administración directa de la ciudad-prefectura de Longyan. Se ubica al suroeste de la provincia de Fujian, sureste de la República Popular China. Su área es de 3099 km² (quinto condado más grande) y su población total es de 393 390 (2010)..

## Administración
El condado de Changting se divide en 18 pueblos: 11 poblados y 7 villas.
Poblados
- Tingzhou (汀州) Sede de gobierno
- Guanqian (馆前)
- Hetian (河田)
- Gucheng (古城)
- Tongfang (童坊)
- Xinqiao (新桥)
- Nanshan (南山)
- Zhuotian (濯田)
- Sidu (四都)
- Datong (大同)
- Tufang (涂坊)

Villas
- Anjie (庵杰)
- Cewu (策武)
- Sanzhou (三洲)
- Tiechang (铁长)
- Yanggu (羊牯)
- Xuancheng (宣成)
- Hongshan (红山)

## Histrotia
El condado de Changting antes prefectura Changtíng. Durante la guerra civil china, esta prefectura fue el centro económico y financiero de la República Soviética de China. Decenas de miles de personas de Changting se unió al Ejército Rojo de China, pero no muchos sobrevivieron a la Larga Marcha.
Con la fundación de la República Popular China, la prefectura fue renombrado "Longyan" (龙岩 地区) y su gobierno se trasladó al condado Xinluo (新 罗).
Con la construcción de carreteras, el transporte ferroviario y las presas a lo largo del río Ting, Changting fue perdiendo importancia, para viajeros y mercancías. Changting perdido su lugar como el centro del oeste de Fujian y se convirtió en uno de los condados más pobres de la provincia de Fujian.
Hoy en día, la situación ha mejorado mucho con el primer ferrocarril en servicio en 2005 y la primera autopista en servicio a finales de 2007.

## Clima
Debido a su posición geográfica,los patrones climáticos en la siguiente tabla son los mismos de Longyan.
| Parámetros climáticos promedio de Changting             | Parámetros climáticos promedio de Changting | Parámetros climáticos promedio de Changting | Parámetros climáticos promedio de Changting | Parámetros climáticos promedio de Changting | Parámetros climáticos promedio de Changting | Parámetros climáticos promedio de Changting | Parámetros climáticos promedio de Changting | Parámetros climáticos promedio de Changting | Parámetros climáticos promedio de Changting | Parámetros climáticos promedio de Changting | Parámetros climáticos promedio de Changting | Parámetros climáticos promedio de Changting | Parámetros climáticos promedio de Changting |
| Mes                                                     | Ene.                                        | Feb.                                        | Mar.                                        | Abr.                                        | May.                                        | Jun.                                        | Jul.                                        | Ago.                                        | Sep.                                        | Oct.                                        | Nov.                                        | Dic.                                        | Anual                                       |
| ------------------------------------------------------- | ------------------------------------------- | ------------------------------------------- | ------------------------------------------- | ------------------------------------------- | ------------------------------------------- | ------------------------------------------- | ------------------------------------------- | ------------------------------------------- | ------------------------------------------- | ------------------------------------------- | ------------------------------------------- | ------------------------------------------- | ------------------------------------------- |
| Temp. máx. media (°C)                                   | 16.7                                        | 17.8                                        | 21.7                                        | 25                                          | 28.3                                        | 30                                          | 33.3                                        | 32.8                                        | 31.1                                        | 27.2                                        | 22.8                                        | 19.4                                        | 25.5                                        |
| Temp. mín. media (°C)                                   | 5.6                                         | 8.3                                         | 12.8                                        | 16.1                                        | 20                                          | 22.2                                        | 22.8                                        | 22.8                                        | 21.7                                        | 16.1                                        | 12.2                                        | 8.3                                         | 15.7                                        |
| Precipitación total (mm)                                | 52.9                                        | 110.3                                       | 199.3                                       | 229.9                                       | 286.5                                       | 274.1                                       | 125.2                                       | 172.6                                       | 134.6                                       | 52.6                                        | 46.3                                        | 34.0                                        | 1718.3                                      |
| Días de precipitaciones (≥ 0.1 mm)                      | 9.5                                         | 14.7                                        | 17.5                                        | 18.1                                        | 21.1                                        | 17.8                                        | 15.2                                        | 15.7                                        | 13.9                                        | 7.4                                         | 5.9                                         | 6.1                                         | 162.9                                       |
| Fuente n.º 1: Weatherbase (Temperatures)                |                                             |                                             |                                             |                                             |                                             |                                             |                                             |                                             |                                             |                                             |                                             |                                             |                                             |
| Fuente n.º 2: Weather.com.cn (Precipitation, 1971–2000) |                                             |                                             |                                             |                                             |                                             |                                             |                                             |                                             |                                             |                                             |                                             |                                             |                                             |